# Cap Flissingski
Le cap Flissingski (en russe : Мыс Флиссингский, Mys Flissinski) est un cap situé sur l'île du Nord, en Nouvelle-Zemble, au nord de la Russie. Il est considéré comme le point le plus à l'est de l'Europe, îles comprises.
Le cap est découvert par Willem Barentsz en 1596, alors qu'il cherchait le passage du nord-est vers l'Asie. Il est nommé d'après la ville néerlandaise de Vlissingen, son nom d'origine étant « t' Vißinger Hooft ». Il baigne la mer de Kara.
Le refuge que Barents et ses hommes ont construit pour passer l'hiver 1596-1597 est situé à quelques kilomètres du cap, et c'est à cet endroit qu'il mourut l'année suivante. Une croix a été érigée en sa mémoire à proximité.

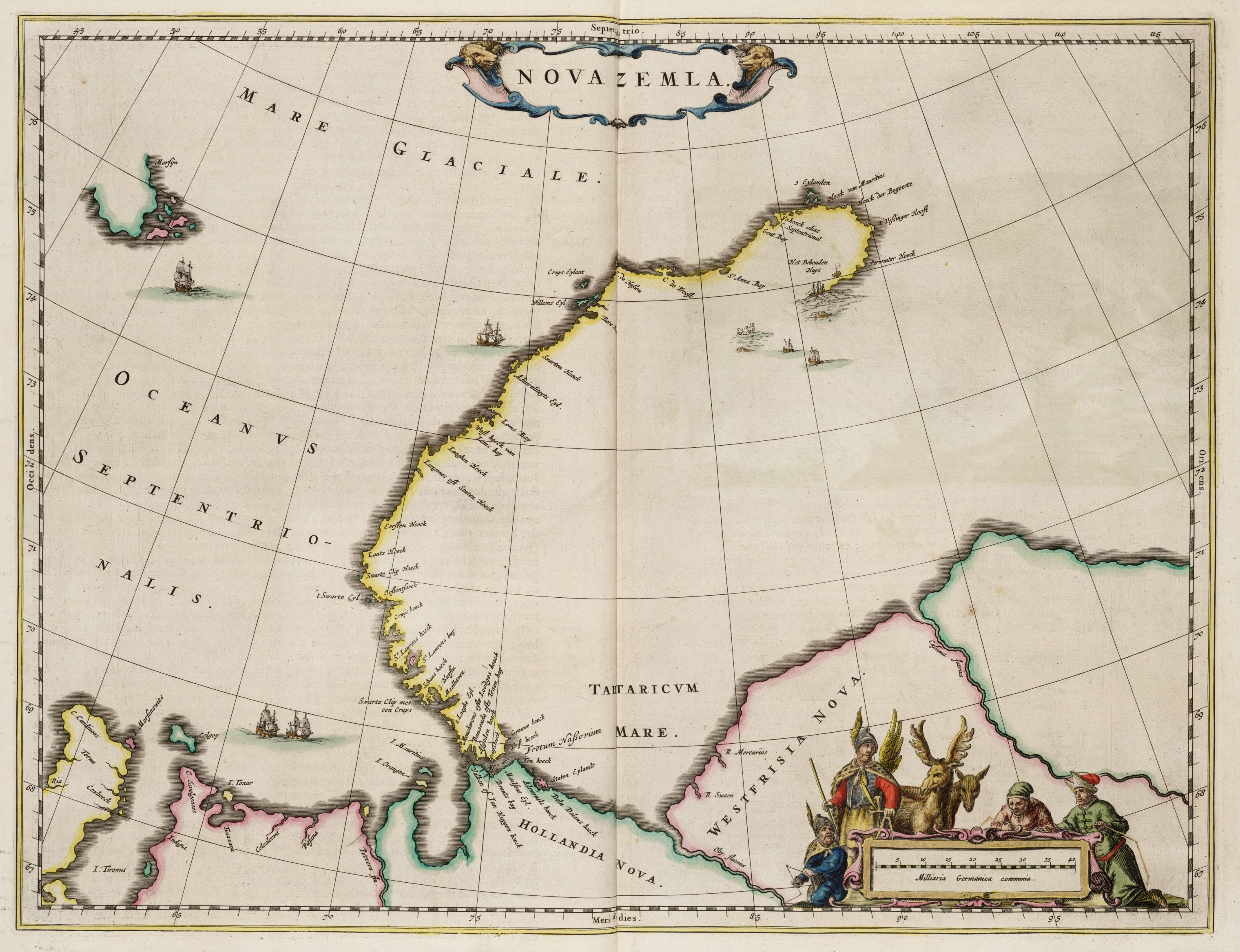
La Nouvelle-Zemble avec le Kaap Flissingski indiqué par la mention t' Vißinger Hooft au nord-est (Atlas van Loon, 1664)